# Drombus key
 Drombus key es una especie de peces de la familia de los Gobiidae en el orden de los Perciformes.

## Morfología
Los machos pueden llegar a alcanzar los 7 cm de longitud total.

## Hábitat
Es un pez de Mar, de clima tropical y demersal.

## Distribución geográfica
Se encuentra desde las Seychelles hasta Mozambique.